# Honda S2000
L'Honda S2000 és un automòbil esportiu produït pel fabricant japonès Honda des de l'abril del 1999 fins al juny del 2009. L'automòbil va ser creat per celebrar el 50 aniversari de la companyia, i continua la saga de roadsters lleugers començada pel S500, S600 i S800.
És un descapotable de dues places amb sostre de vinil de plegat elèctric, motor central davanter longitudinal i tracció posterior. Té un diferencial de lliscament limitat Torsen acoblat a una transmissió manual de sis velocitats.

## Models
El cotxe es va llançar originalment el 1999 com un model de l'any 2000, amb la designació de xassís AP1. El model del 2000 comptava amb llandes de 16" amb pneumàtics Bridgestone Potenza S-02.
Per al model de l'any 2002, es va revisar la configuració de la suspensió i es va introduir un petit deflector d'aire posterior. El parabrisa del darrere de plàstic es va reemplaçar per un de vidre i es va afegir l'aixugaparabrisa elèctric per al parabrisa. Altres novetats eren un equip de música millorat i una revisió de la unitat de control del motor (ECU).
Des de la seva creació el 1999 fins al 2003 el S2000 es va fabricar a la planta d'Honda a Tochigi Takanezawa, on també es produïen el supercar Profunda NSX i l'Honda Insight híbrid. El 2004 la producció es va traslladar a la planta de Suzuka.
El model de l'any 2004 presenta unes llantes de 17" de nou disseny i pneumàtics Bridgestone RE-050 al costat d'una nova posada a punt de la suspensió que redueixen la tendència del cotxe a sobrevirar. Les molles i amortidors van ser modificats igual que la geometria de la suspensió per millorar l'estabilitat mitjançant la reducció dels canvis de convergència sota suports forts. A més, es van introduir canvis estètics a l'exterior amb nous para-xocs davanter i posterior, fars revisats, nous pilots del darrere de tipus LED, i sortida del tub d'escapament de forma oval. Alhora, Honda va presentar una variant amb motor de 2.2 L per al mercat nord-americà. El cotxe va sortir amb la designació de xassís AP2.
El model de l'any 2006 va introduir un accelerador electrònic, control d'estabilitat denominat per Honda, noves llantes, i un nou color, Blau per la Llacuna. Els canvis de l'interior inclouen seients revisats, altaveus addicionals integrats en els reposacaps, i encoixinat addicional en els reposacaps. El motor 2.2L es va introduir al mercat japonès en aquestes dates.
El 2007 es van eliminar 2 colors exteriors (blau Suzuka i gris plata Sebring), mentre es va reintroduir el color blanc Grand Prix amb un interior en negre, vermell o gris.
La línia 2007 marcarà la primera vegada que el S2000 s'oferirà en més d'un nivell d'acabat. A més del model base, Honda oferirà una nova versió "Club Racer", que es distingeix per la reducció de pes, menys equipament, i un augment en el rendiment. Aquest nou model denominat S2000 CR va fer el seu debut al saló de l'Automòbil de Nova York de 2007.
Els canvis en la versió CR inclouen una cremallera de direcció més ràpida, suspensió més rígida i nous pneumàtics Bridgestone Potenza RE070 que passen de 245/40R-17 a 255/40R-17 al CR. Un kit de carrosseria revisat compost d'un aleró frontal, para-xocs del darrere i un gran espòiler, han estat provats en el túnel del vent per produir major sustentació amb la velocitat. La capota plegable és reemplaçada per un sostre dur d'alumini, i a la zona on anava la capota s'afegeix un tirant per augmentar la rigidesa del xassís. Finalment, en un esforç per reduir el pes i baixar el centre de gravetat, s'elimina la roda de recanvi, i l'aire condicionat i l'equip de so només s'ofereixen com a opcions. Amb tot això l'estalvi de pes és de net d'estalvi és 40 kg en relació al model estàndard (i abans de l'addició del sostre dur). El motor al S2000 CR és igual al del model estàndard.
Honda S2000 CR estarà disponible a la tardor de 2007. El volum de producció s'espera que sigui menor de 2000 unitats (Honda no va confirmar ni el preu ni el volum de producció). Les redissenyades llandes de 5 radis mostrades en el prototip del S2000 CR estaran disponibles al model estàndard i en el CR en 2008.

## Motor
El S2000 (models del 2000 al 2003 als EUA, tots a Europa, del 2000 al 2006 al Japó) estaven equipats amb un motor de 4 cilindres en línia DOHC-VTEC amb denominació interna F20C de 2.0 L (1997 cc) que produïa 243 hp (179 kW) a 8.300 rpm i un parell motor de 208 Nm a 7.500 rpm en les unitats destinades al mercat nord-americà, les unitats destinades a Europa tenien 240 hp (177 kW) i els models destinats al Japó 250 hp (184 kW) a 8.600 rpm a causa de petites diferències en la relació de compressió del motor.
Honda va introduir una variant del motor F20C al mercat nord-americà el 2004. Designat F22C1, la carrera del pistó va ser incrementada fent que la cilindrada del motor passés a 2.2 L. La zona vermella es va reduir de 9.000 a 8.000 rpm amb el tall d'injecció a 8.200 rpm, a causa de la major carrera del pistó. El parell màxim es va incrementar un 6% fins a 220 Nm a 6.200 rpm, i el F22C1 va ser posat a punt per tenir més parell a baixes revolucions que el F20C, tot i que la potència màxima era la mateixa. Inicialment, el F22C1 sol estava destinat al mercat nord-americà, però va ser introduït al Japó el 2006 amb 242 hp (178 kW). A la resta de mercats contínua la versió de 2.0 L.
Degut en part a la naturalesa del seu motor d'altes revolucions (tall a 9.000 rpm en el 2,0 L i 8.200 rpm en el 2,2 L), el S2000 aconsegueix la major potència específica de qualsevol motor de pistons atmosfèric produït en sèrie en el món, amb 125 hp (92 kW / L) al F20C japonès. El lleuger i compacte motor, muntat enterament darrere de l'eix davanter, permet al S2000 obtenir una distribució de pesos del 50% en cada eix i un menor moment d'inèrcia que no podria ser aconseguit si estigués muntat d'una altra manera.
En introduir el F22C1, Honda canvi també els desenvolupaments de la transmissió escurçant les 4 primeres marxes i allargant les altres 2. Una altra inclusió va ser una vàlvula d'alliberament de l'embragatge que incrementava la longevitat de la transmissió.

## Premis
El S2000 va estar en la "Llista dels Deu Millors Automòbils" de la revista Car and Driver en 2000, 2001, 2002 i 2004.
El S2000 va ser el model millor avaluat quant a fiabilitat en l'estudi sobre cotxes esportius realitzat per JD Power and Associates el 2004 i 2006, i va estar constantment en les tres primeres posicions.
El motor F20C va guanyar el trofeu Motor Internacional de cerca de l'Any en la categoria de "1.8 a 2.0 litres" durant 5 anys des de 2000 a 2004.
El motor F20C va figurar en la llista dels 10 millors motors de Ward en 2000 i 2001.
El S2000 es va classificar en el número 1 en l'informe del programa de la BBC Top Gear en 2004, 2005, i 2006.